# Louis Garcia
Louis Garcia (* 3. August 1971 in Erfurt, Deutschland) ist ein House-DJ und Musikproduzent unter GLOBALSTAGE.
Louis Garcia ist seit Mitte der 1980er Jahre als Party-DJ unterwegs und gelangte im Jahre 2001 zur House-Szene. Er legte unter anderem schon auf dem Clubschiff AIDA auf, bei den Sputnik Turntable Days und bei der Winter Music Conference in Miami. Auch in Clubs auf der ganzen Welt ist er als DJ unterwegs und wird auch in Moskau gebucht. Kommerziell erfolgreich ist er vor allem mit Coverversionen, Sampels und längeren Textzeilen aus anderen Songs. Mit dem Cover Forever zitiert er Zeilen aus dem Hit Heartbeat von Gary Wright.
2006 gründete er sein eigenes Plattenlabel „Loga Traxx“ und begann die Projekte „April Rain“ und „Selectric“. 2009 begann er die Arbeit gemeinsam mit Sidney King, der seine Stimme für neue Kreationen und ein Album zur Verfügung stellte.

## Diskografie
Louis Garcia
- 2004: Lady Nite
- 2004: Corrida
- 2006: Forever (Loga Traxx)
- 2007: Deeper Love
- 2007: Hypnotized (Loga-Traxx)
- 2008: Ibiza 2008 (UK promo recordings)
- 2009: Set the night on fire (toka beats)
- 2009: Freak of Love (toka beats)
- 2009: Ibiza2009
- 2009: Ibiza2009 vs. Musikpark (Sonderedition)
- 2009: Let´s make love (Zebralution)
- 2009: Push
- 2010: Unbelievable
- 2011: Hoffnung

April Rain
- 2007: little frog
- 2008: ride a pig
- 2008: letter

Alben und Veröffentlichungen
- 2010: Push